# Моновер
Моновер, Моновар (валенс. Monòver, ісп. Monóvar, офіційна назва Monòver/Monóvar) — муніципалітет в Іспанії, у складі автономної спільноти Валенсія, у провінції Аліканте. Населення — 12 387 осіб (2022).

## Географія
Муніципалітет розташований на відстані близько 330 км на південний схід від Мадрида, 37 км на захід від Аліканте.
На території муніципалітету розташовані такі населені пункти: (дані про населення за 2010 рік)
- Касес-дел-Сеньйор: 273 особи
- Чинорлет: 201 особа
- Фондо: 234 особи
- Моновер: 12031 особа
- Ла-Романета: 189 осіб

## Демографія
Динаміка населення (INE ):

## Галерея зображень

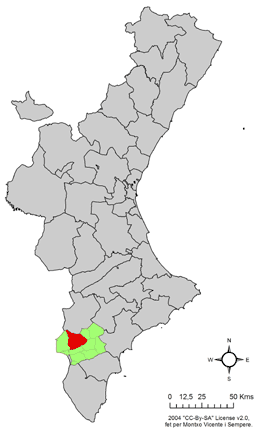
Розташування муніципалітету Моновер у автономній спільноті Валенсія
Розташування муніципалітету Моновер у комарці Медіо-Віналопо
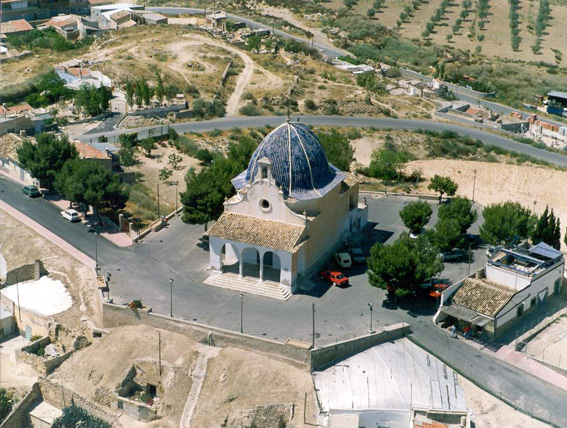
Каплиця Санта-Барбара